# Tygrys (1624)
Tygrys (Tigern) – szwedzki, a następnie polski XVII-wieczny trzymasztowy galeon.
Okręt ten był początkowo szwedzkim galeonem "Tigern", klasyfikowanym jako lagom örlogskepp - okręt średniej wielkości. Zbudowany został w 1624. Podczas wojny polsko-szwedzkiej "Tigern" działał w składzie sił szwedzkich blokujących Zatokę Gdańską, będąc okrętem admiralskim eskadry dowodzonej przez admirała Nilsa Stiernskölda. Kapitanem okrętu był Simon Stewart.
"Tigern" z pozostałymi okrętami eskadry szwedzkiej uczestniczył w bitwie z flotą polską pod Oliwą 28 listopada 1627. Po wymianie ognia z polskim galeonem admiralskim "Święty Jerzy", został abordażowany przez "Świętego Jerzego". Po zaciętej walce żołnierzy i marynarzy, Polacy opanowali "Tigerna", a śmiertelnie raniony admirał Stiernsköld poddał się.
Zdobyty "Tigern" został następnie wcielony do floty polskiej, jego nazwa została przy tym spolszczona na "Tygrys". 2 maja 1628 kapitanem okrętu został mianowany Henryk Oloffson (porucznik żołnierzy piechoty morskiej "Świętego Jerzego" w bitwie pod Oliwą). Podczas ataku szwedzkich wojsk wspieranych artylerią na polskie okręty stojące u ujścia Wisły koło Twierdzy Wisłoujście po północy 6 lipca 1628, "Tygrys" został wycofany w górę rzeki, ostrzeliwując się i ubezpieczając ogniem odwrót okrętu "Feniks", który utknął na mieliźnie.
W styczniu 1629 roku "Tygrys" wraz z innymi polskimi okrętami został oddany przez króla Zygmunta III Wazę na służbę habsburskiej Ligi Katolickiej toczącej wojnę trzydziestoletnią, przybywając do Wismaru 8 lutego. Polskie okręty, stacjonując w Wismarze walczyły z flotą duńską i szwedzką w sporadycznych mniejszych potyczkach. 22 stycznia 1632 po kapitulacji Wismaru, polskie okręty zostały zdobyte przez Szwedów i wcielone do ich floty. 
W lipcu 1644 "Tigern" przydzielony został do przedniej eskadry szwedzkiej w bitwie w Zatoce Kilońskiej. W ewidencji floty szwedzkiej galeon figurował przynajmniej do roku 1650, natomiast jego dalszy los jest nieznany.

## Opis
Uzbrojenie okrętu było zmienne. Stanowiło je do 24 dział o łącznej masie luf do 14,1 t. W kampanii 1627 roku według planu miał być uzbrojony w 12 dział 6-funtowych i 6 dział 3-funtowych, o łącznym ciężarze salwy burtowej 45 funtów, a nadto dwa szturmowe krótkolufowe działa 24-funtowe strzelające śrutem.
W 1629 roku, według inwentarza sporządzonego w Wismarze, był uzbrojony w 2 działa 12-funtowe, 16 dział 6-funtowych, 2 działa 4-funtowe i 2 działa 3-funtowe o łącznym ciężarze salwy burtowej 65 funtów, a nadto dwa szturmowe krótkolufowe działa 24-funtowe.